# Melinda ruficornis
Melinda ruficornis este o specie de muște din genul Melinda, familia Calliphoridae, descrisă de Hiromu Kurahashi în anul 1986. Conform Catalogue of Life specia Melinda ruficornis nu are subspecii cunoscute.